# Pardosa mukundi
Pardosa mukundi là một loài nhện trong họ Lycosidae.
Loài này thuộc chi Pardosa. Pardosa mukundi được Benoy Krishna Tikader & A. Malhotra miêu tả năm 1980.